# Virtù dianoetiche ed etiche
Nella morale aristotelica le virtù si distinguono in dianoetiche, riferite alla ragione discorsiva o conoscitiva (διάνοια, dianoia) ed etiche, (da ἔθος [o ἦθος], ethos, "carattere", "comportamento", "costume", "consuetudine") riguardanti l'attività pratica.
| Virtù etiche                                                                                 | Virtù dianoetiche                                                                            |
| -------------------------------------------------------------------------------------------- | -------------------------------------------------------------------------------------------- |
| - Giustizia - Coraggio - Temperanza - Liberalità - Magnificenza - Magnanimità - Mansuetudine | - Virtù calcolative - Arte - Saggezza - Virtù scientifiche - Sapienza - Scienza - Intelletto |

## Il bene supremo
Aristotele intende l'etica come quel comportamento umano diretto a conseguire concretamente un bene che deve essere però tale da valere di per sé e non come strumento per ricercare e ottenere altri beni: deve essere cioè quel bene supremo, finale, che è l'eudemonia, la felicità che non può consistere, ad esempio, nel piacere fisico poiché questo degraderebbe l'uomo accomunandolo agli animali, né nella ricchezza poiché questa non è il bene ultimo ma lo strumento per conseguire altri beni, né negli onori politici poiché questi non dipendono da noi ma da coloro che ce li attribuiscono e non sono fini ma strumenti per sentirci gratificati.
La felicità è possibile allora solo se si è in grado di realizzare quella che è la natura primaria di ognuno e, poiché ciò che distingue l'uomo è la sua razionalità, la felicità consisterà nell'usare la ragione nelle azioni e nella conoscenza. Questa attività razionale deve però essere da noi esercitata al massimo grado per essere veramente felici: come il flautista realizzerà al massimo la sua natura, che è quella di suonare il flauto, sarà felice se lo suonerà nel miglior modo possibile, così l'uomo conseguirà la felicità se eserciterà la sua ragione al massimo livello sia nelle azioni pratiche che in quelle conoscitive.
La felicità quindi si ottiene con l'«attività dell'anima secondo virtù», cioè con le attività che appartengono alle facoltà dell'anima messe in atto in modo eccellente, ossia seguendo la virtù che vuol dire "eccellenza" della ragione.

## Le facoltà dell'anima
L'uomo infatti deve saper sviluppare e assecondare armonicamente tutte e tre le potenzialità o facoltà dell'anima che contraddistinguono il proprio essere o entelechia, e da Aristotele identificate con:
- l'anima vegetativa, comune anche alle piante e agli animali, che attiene ai processi nutritivi e riproduttivi;
- l'anima sensitiva, comune agli animali, che attiene alle passioni e ai desideri;
- l'anima razionale, che appartiene soltanto all'uomo, e che consiste nell'esercizio della ragione.

Sulla base di questa tripartizione, Aristotele esclude dall'etica l'anima vegetativa o nutritiva che non è in rapporto con la ragione mentre l'anima sensitiva o "desiderativa", come la chiama Aristotele, è sottoposta ai comandi della ragione come accade quando questa riesce a controllare le passioni.

## Le virtù etiche

### Il giusto mezzo
All'anima sensitiva egli assegna le cosiddette virtù etiche, che sono abitudini di comportamento acquisite allenando la ragione a dominare sugli impulsi, attraverso la ricerca del «giusto mezzo» fra estreme passioni:
A esempio il coraggio è l'atteggiamento mediano da conseguire tra i vizi della viltà e della temerarietà. Il giusto mezzo non può essere stabilito astrattamente come per tutti identico, ma deve essere adeguato al soggetto che lo ricerca. Così una quantità di cibo idonea per un atleta può essere eccessiva per un sedentario. Il giusto mezzo non è il risultato di un calcolo quantitativo fra un massimo e un minimo, ma l'obiettivo da raggiungere tramite un'analisi della situazione in cui si sviluppa l'azione etica.
Contrariamente alla morale tradizionale aristocratica che considerava la virtù come appartenente per natura alla nobiltà di sangue, e all'intellettualismo etico socratico-platonico che credeva che la virtù fosse connessa alla conoscenza, per cui bastava conoscere il vero bene per operarlo, Aristotele ritiene che il solo insegnamento teorico all'esercizio della virtù da parte dell'educatore non sia sufficiente ma occorra un'educazione che, attraverso una serie di sforzi ripetuti ed imposti, educhi la volontà a dirigersi spontaneamente verso il bene fino ad acquisire un "abito" morale, una condotta virtuosa spontanea e continua.

### La giustizia
Tra le virtù etiche un ruolo primario è esercitato dalla giustizia che Aristotele distingue in 
- distributiva, quando fa sì che onori, ricchezze e beni siano assegnati in proporzione ai meriti, e
- commutativa o regolatrice quando, indipendentemente dai meriti, ristabilisce l'equità violata (se per esempio qualcuno ha rubato dei beni ad un altro).

Aristotele identifica la giustizia con la stessa virtù in quanto essa è rappresentazione reale dell'equilibrio e dell'equità non solo in rapporto al singolo individuo ma, essendo l'uomo un «animale sociale», anche dei suoi rapporti con gli altri. La giustizia cioè è il rispetto della legge dello Stato che riguarda tutta la vita morale dei cittadini e quindi essa si identifica con la virtù stessa in generale: essa «[...] è la caratteristica del giusto mezzo, mentre l'ingiustizia lo è degli estremi».

## Le virtù dianoetiche
Aristotele assegna all'anima razionale l'esercizio delle virtù dianoetiche che esercitano:
- una facoltà scientifica (epistemonikòn) teorica, poiché le virtù scientifiche, mirando alla conoscenza disinteressata della verità, non si prefiggono appunto nessun altro obiettivo al di fuori della sapienza in sé (sophìa). La facoltà scientifica si esprime

nella scienza (epistème) come attitudine alla dimostrazione,
nell'intelletto (noùs) come tendenza a conoscere i principi,
nella sapienza (sophìa) che è sintesi di scienza e intelletto;
- una facoltà calcolativa (loghistikòn) pratica che comprende le virtù

dell'arte (téchne), e
della saggezza o prudenza (phrònesis).

### Saggezza e sapienza
Mentre Platone parlava genericamente di "saggezza" per l'esercizio della virtù, Aristotele la distingue invece dalla "sapienza". La saggezza, o "prudenza", è una virtù, propria cioè della razionalità comune a tutti che collabora con le virtù etiche ispirando la condotta umana, permettendo il giusto esercizio delle "virtù etiche", quelle cioè che riguardano l'azione concreta.
Tra le virtù dianoetiche che presiedono alla conoscenza (intelletto, scienza, sapienza) o alle attività tecniche (arte), la saggezza è propria di colui che, pur non essendo filosofo, è in grado di operare virtuosamente.

#### L'educazione dei giovani
Se si dovesse acquisire la sapienza filosofica per praticare le virtù etiche questo comporterebbe che solo chi ha raggiunto l'età matura, divenendo filosofo, potrebbe essere virtuoso mentre invece con la saggezza, grado inferiore della sapienza, anche i giovani, tramite l'educazione ricevuta dai saggi, o da quelli ritenuti tali dalla collettività, possono praticare quelle virtù etiche che permetteranno l'acquisto delle virtù dianoetiche.
Ma il giovane va educato prima con l'azione che con la ragione, e successivamente a poco a poco condotto alla piena conoscenza razionale. Una buona educazione si basa sulle buone abitudini e poiché la capacità intellettiva si sviluppa maturando col tempo, l'educazione va invece praticata sin dall'infanzia.
Osserva Aristotele che «...al riguardo non diceva male Teodoro, l'attore tragico: egli non permetteva mai a nessuno, neppure a un attore di poco valore, di comparire sulla scena prima di lui, perché gli spettatori si lasciano attirare da quel che ascoltano per primo: lo stesso accade nei rapporti con la gente e con le cose, perché ci affezioniamo di più a tutto quel che ci colpisce per primo. Bisogna perciò rendere estranee ai giovani tutte le cose cattive, specialmente quelle che hanno in sé malvagità e malignità.»

#### La saggezza come "stile di vita"
La saggezza insomma permette una vita virtuosa, premessa e condizione della sapienza filosofica, intesa come "stile di vita" slegato da ogni finalità pratica, e che, pur rappresentando l'inclinazione naturale di tutti gli uomini, solo i filosofi realizzano a pieno poiché mettono in atto un sapere che non serve a nulla, ma che proprio per questo non dovrà piegarsi a nessuna servitù: un sapere assolutamente libero.
La contemplazione della verità è quindi un'attività fine a sé stessa, nella quale consiste propriamente la felicità, ed è quella che distingue l'uomo dagli altri animali rendendolo più simile a Dio, già definito da Aristotele come «pensiero di pensiero», pura riflessione autosufficiente che nulla deve ricercare al di fuori di sé. 
La sapienza tuttavia non basta a fare un buon politico: la ragione pratica è indipendente da quella teorica. Contrariamente cioè a quanto sostiene Platone, la partecipazione dei filosofi alla guida dello Stato non è garanzia di buon governo poiché dal possesso della conoscenza non deriva automaticamente la capacità di governare che può dare invece la saggezza.